# 山登敏男
山登 敏男（やまと としお）は、日本の地方公務員。大阪府企画調整部長、同総務部長を経て同副知事。

## 人物・経歴
大阪府庁に入庁後、生活文化部長、企画調整部長、2005年 (平成17年) 4月 総務部長。2007年7月 中西正人を後任として総務部長を退任。梶原徳彦と高杉豊の任期満了退任に伴い、小河保之とともに副知事就任し、政策企画部、生活文化部、健康福祉部を担任。2008年1月 大阪府知事選挙で橋下徹が当選したことに伴い、副知事辞任。なお、山登の辞任後半年間、後任が不在であった。2014年5月 一般財団法人大阪住宅センター代表。

## その他役職
- 一般財団法人大阪府人権協会理事[6]

## 不祥事
- 2007年12月 生活文化部長だった時期を含む2004年7月までの7年間に、日本料理店など3店で計7回、学校法人大阪初芝学園の幹部と会食し、総額約16万円相当の接待を受けたが、計6万円しか支払っていなかったことが判明。給料10分の3（1カ月）を自主返納した[1]。